# Brđani (Prijedor)
Pour les articles homonymes, voir Brđani.
Brđani (en serbe cyrillique : Брђани) est un village de Bosnie-Herzégovine. Il est situé sur le territoire de la ville de Prijedor et dans la république serbe de Bosnie. Selon les premiers résultats du recensement bosnien de 2013, il compte 1 679 habitants.

## Géographie
Le village est situé au nord-est du lac de Saničani.

## Démographie

### Évolution historique de la population dans la localité
| 1948 | 1953 | 1961  | 1971  | 1981  | 1991  | 2013  |
| ---- | ---- | ----- | ----- | ----- | ----- | ----- |
| -    | -    | 1 408 | 1 503 | 1 827 | 1 731 | 1 679 |

|  |